# Mauritia (mikrokontinens)
Mauritia egy vélt mikrokontinens a prekambrium idejéből, amely mintegy 60 millió évvel ezelőtt szakadt le a mai Madagaszkárról és az Indiai-óceánban található Mauritius szigete alatt helyezkedik el. A bizonyíték a mikrokontinens létezésére a Mauritius szigetének partján talált cirkon, amelynek darabjai feltételezhetően lényegesen régebbi korból származnak, mint a sziget legrégebbi, 8,9 millió éves, bazaltból álló formációi.